# ケプラー10c
ケプラー10c(英語:Kepler-10c)とは地球から見てりゅう座の方向に約560光年離れたところにあるG型主系列星、ケプラー10を公転している太陽系外惑星である。2011年1月にケプラー10bが発見された当時からその存在が示唆されていたが、2011年5月に正式に公表された。この発見にはNASAのスピッツァー宇宙望遠鏡のデータが使用され、BLENDERという偽陽性(反応は真、実際は偽)の可能性を排除する技術が使われた。ケプラー10cは統計的にトランジットを起こすことが発見された3番目の惑星であり、ケプラー9dやケプラー11gの後に発見された。この統計的な発見方法はケプラーの観測対象天体に潜むまだ発見されていない系外惑星を確認するのに必要であると考えられている。
ケプラー10cは主星の周囲を地球と太陽間の距離の4分の1ほどの軌道を約45日で一周している。観測初期は半径が地球の約2倍で密度が高く、5 - 20%を氷が占める岩石惑星と考えられていた。(なお地球では海洋の水が地球全体の質量を占める割合は0.02%と少なく、その数倍もの水がマントルにある可能性がある。)しかし2017年、ヨーロッパ南天天文台のHARPSとW・M・ケック天文台のHIRESによるデータではケプラー10cは巨大な地球型惑星ではなく、揮発性物質を多く含み地球の7倍程度の質量を持つと明らかにされた。

## 発見と確認
2011年1月、ケプラー10系の中でケプラー10bのトランジットが確認された後、ケプラー10のスペクトルが視線速度の影響を受けていることが検出されその近くで別の公転している惑星がある可能性が提案された。しかしケプラー10bの発見当初はケプラー10cの存在は可能性に留まり反応は真であるが実際には偽である、いわゆる偽陽性であるとされた。視線速度を使った惑星の発見方法では成果があがらなかったため偽陽性である可能性を排除するためにBLENDERという技術が使用された。
BLENDERの使用はケプラー10cと思われる天体の通過時点でのケプラー10の光度曲線を更に正確にするために用いられ、2010年8月30日から11月15日まで運用されていたスピッツァー宇宙望遠鏡のIRACカメラにより補われた。トランジットを引き起こす天体は恒星特有の色を発しない天体であり、惑星であることが示唆された。また、ケプラーの可視光による観測とスピッツァーの赤外線による観測を比較してもトランジットの兆候に相違がなかったためこの惑星の存在は同定された。もしケプラー10と天球上では同じ位置にある恒星による別のトランジットの兆候であればケプラー10cの存在は否定されるが、別の恒星なら別のトランジットの兆候が起こるため99.998%、ケプラー10cであると考えられている。
W・M・ケック天文台により得られたスペクトルと複数の観測では付近の恒星の影響である可能性の排除し、天文学者が納得できるような結果を出すことを試みた。その結果実質的にはケプラー10と地球と一直線上にある恒星の影響である可能性は排除されたがもしこのような場合があった場合その恒星が巨星ではないことが分かった。
天文学者はこの惑星の存在を確信を高める方法でケプラー10cを発見できた。かつてKOI-072.02と呼ばれていた名前はケプラー10cと改名された。この発見は2011年5月23日にアメリカ天文学会で公表された。
ケプラー10cはケプラーの観測対象天体の中では光度曲線の下落が小さいためその検出にスピッツァー宇宙望遠鏡が使われた初めての天体である。発見当時はスピッツァー宇宙望遠鏡でないと解析を行うことはできなかった。また、この惑星は統計的に発見された3番目の系外惑星でありケプラー9d、ケプラー11gに次いで発見された。ケプラー10cの発見を公表した論文ではこの発見方法がケプラーの観測対象天体の大部分で検証できることを示唆した。

## 恒星
| 太陽 | ケプラー10 |
| ---- | ---------- |
| 太陽 | Exoplanet  |

ケプラー10は173パーセク(564光年)離れた位置にあるスペクトル型Gの恒星で、質量は太陽の0.895倍、半径は太陽の1.056倍である。
有効温度は5627 Kで太陽よりも150 Kほど低い。金属量[Fe/H]は-0.15で太陽よりも29%少ない。ケプラー10の年齢は惑星の発見当時は119億歳と推定されていたが2014年に106億歳であるという論文も公表された。いずれにせよ老いた星であることには変わりない。
視等級(V)は11.16で肉眼では見えない。

## 特徴
| 海王星 | ケプラー10c |
| ------ | ----------- |
| 海王星 | Exoplanet   |

ケプラー10cは発見が確定しているケプラー10系の2惑星のうち最も外側にある惑星で主星から0.24 auの所を45.3日で一周している。ケプラー10cより内部にある惑星ケプラー10bは岩石惑星でケプラー10cよりもはるかに主星に近い0.01684 auの所をたった20時間で公転している。大気による影響を考えない時の温度(平衡温度)は485 K(212 ℃)と推定されており、大気による影響のひとつ、温室効果があればこれよりも暑いため居住に適していない。トランジットが起こる際には0.0344%ほど減光し、それが約6.863時間ほど続く。
ケプラー10cは2011年発見当時は質量が地球の15 - 19倍で半径が地球の2.31 - 2.44倍の系外惑星と考えられていた。これは恒星が100億歳を超えた老いた星でありその間に水素やヘリウムなどの大気を失ったからである。その代わりに岩石からなる惑星で水が質量の5 - 20%を占めると考えられている。この大部分の水は高圧力の氷の段階を経るだろうと考えられている。しかし2017年7月、HARPSとHIRESによる観測でケプラー10cは質量がもっと小さく、地球の7.37倍ほどで密度は3.14 g/cm3ほどであるとされた。この質量をとる場合、主に岩石ではなく水などの揮発性物質から成ると考えられている。